# Blu-ray-програвач

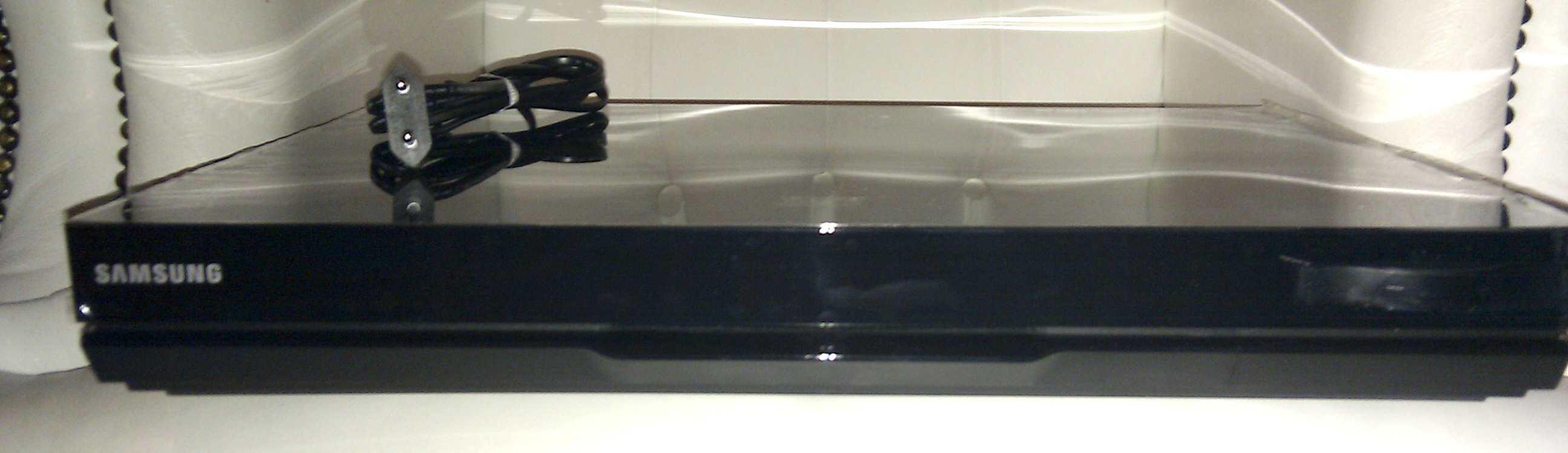
Blu-ray-програвач

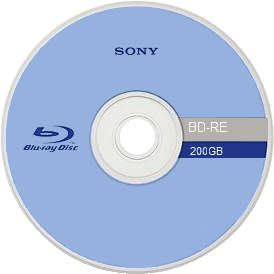
Диск Blu-ray з ємністю 200 Gb

Blu-ray-програвач або Blu-ray-плеєр (англ. Blu-ray player) — пристрій, що здатен відтворювати цифрові оптичні диски формату Blu-ray.